# Paysonia stonensis
Paysonia stonensis är en korsblommig växtart som först beskrevs av Reed Clark Rollins, och fick sitt nu gällande namn av O'kane och Al-shehbaz. Paysonia stonensis ingår i släktet Paysonia och familjen korsblommiga växter. Inga underarter finns listade i Catalogue of Life.

## Bildgalleri

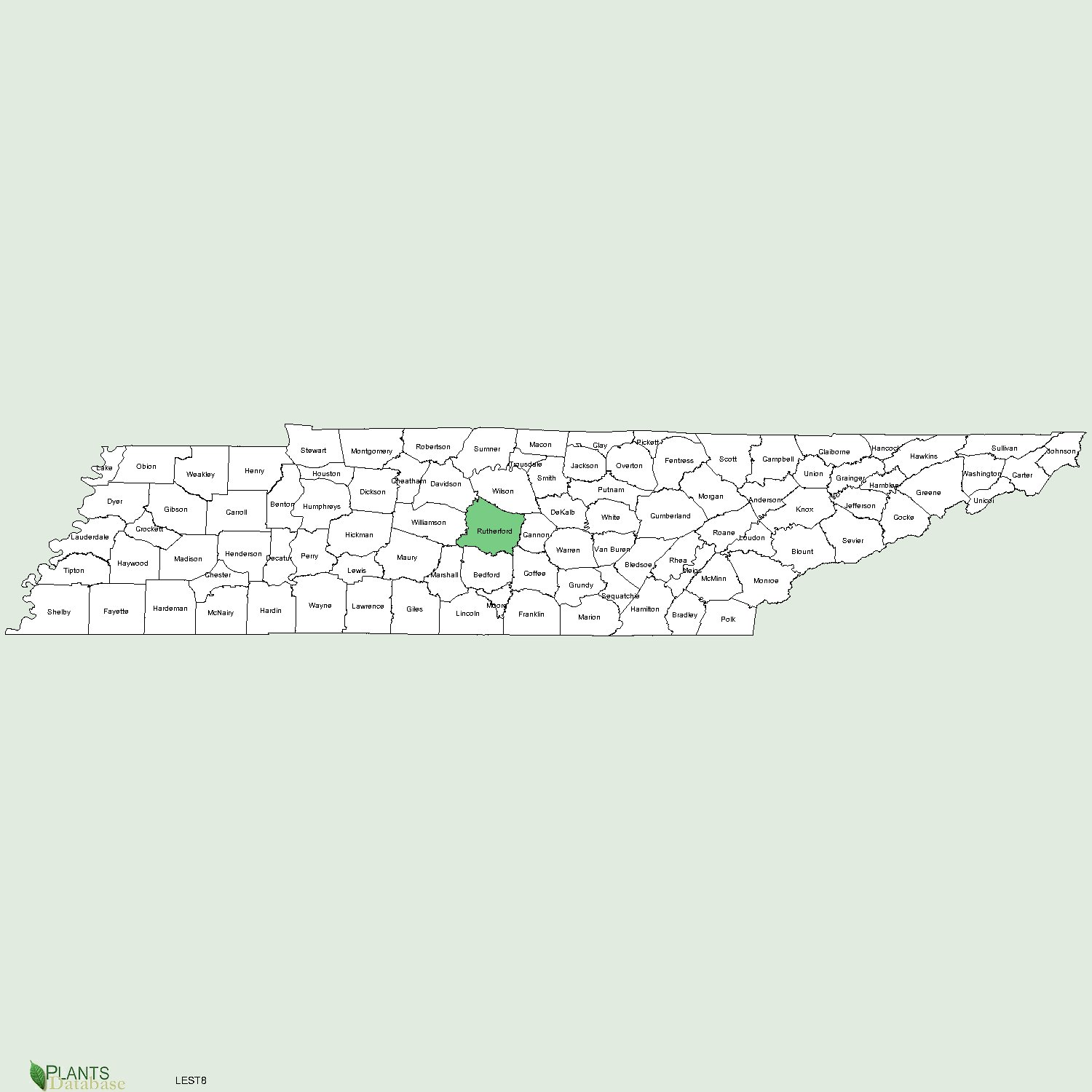